# Fuerteventura Lufthavn
Fuerteventura Lufthavn (IATA: FUE, ICAO: GCFV) er en international lufthavn der ligger 5 km syd for Puerto del Rosario på østkysten af den spanske ø Fuerteventura, ved de Kanariske Øer. Lufthavnen ekspederede i 2011 i alt 4.948.018 passagerer og 44.551 flybevægelser. Den nuværende lufthavn blev indviet 14. september 1969.
Lufthavnen har en primær rutetrafik med lavprisflyselskaber og charterflyvninger med turister til Fuerteventura.

## Historie
I 1940 begyndte det første arbejde på at opbygge en militær flyveplads i kommunen Tefia på Fuerteventura, som en del af Spaniens forsvar af de Kanariske Øer under 2. verdenskrig. Efter krigens afslutning, åbnede myndighederne i 1949 op for at der kunne drives kommercielle ruter fra øen til ind- og udland. Det viste sig at stedet ikke var egnet til civil lufttrafik på grund af det stigende antal af flyvninger, samt afstanden til øens hovedstad Puerto del Rosario.
Myndighederne lukkede i 1952 lufthavnen ved Tefia og erstattede den med Los Estancos Airport, der var nyopført 5 km fra Puerto del Rosario. Placeringen af den nye lufthavn var dog ikke optimal placeret, da der i området ofte skete store ændringer i vejrforholdene. Dette gjorde at den stigende lufttrafik med turister ofte blev forsinket. Det fik myndighederne til igen at kigge efter et sted hvor der kunne opføres en ny lufthavn på Fuerteventura.

### Nuværende lufthavn
Ved området El Matorral, helt ud til Fuerteventuras østkyst, 5 km syd syd for Puerto del Rosario blev den nuværende lufthavn opført. Den 14. september 1969 blev den nye lufthavn indviet, og Los Estancos Airport blev lukket som operativ lufthavn. I 1978 blev lufthavnens bygninger udvidet markant, da passagertallet blev ved med at stige. Der blev også tilført flere parkeringspladser ved området og en flersporet vej imellem lufthavnen og centrum af Puerto del Rosario blev anlagt.
I 2000'erne blev startbanen (01R) forlænget med 1000 meter mod syd. Det var for at reducere støjen fra de fly der letter med retning ind over Puerto del Rosario. Senere er en udvidelse af ankomstterminalen og opførslen af et nyt kontroltårn færdiggjort. Lufthavnen har i øjeblikket en kapacitet på omkring 6 millioner årlige passagerer.
Flyselskaber som blandt andet Air Europa, EasyJet og Ryanair har mange ruter til europæiske lufthavne fra Fuerteventura, ligesom der fra mange lande er charterfly der dagligt lander med turister til øen.